# South African Open 1981
Il South African Open 1981 è stato un torneo di tennis giocato sul cemento. È stata la 5ª edizione del torneo che fa parte del Volvo Grand Prix 1981. Il torneo si è giocato a Johannesburg in Sudafrica dal 23 al 29 novembre 1981.

## Campioni

### Singolare maschile
Vitas Gerulaitis ha battuto in finale  Jeff Borowiak con il punteggio di 6–4, 7–6, 6–1

### Doppio maschile
Terry Moor /  John Yuill hanno battuto in finale  Fritz Buehning /  Russell Simpson con il punteggio di 6–3, 5–7, 6–4, 6–7, 12-10